# العيب في الذات الملكية
العيب في الذات الملكية أو إهانة الذات الملكية أو العيب في الذات الحاكمة تعتبر جريمة يعاقب عليها القانون في بعض الدول كنوع من الخيانة العظمى. تتحقق الإهانة بقول أو فعل أو كتابة أو رسم أو غيره من طرق التمثيل يكون فيه مساس تصريحاً أو تلميحاً مباشرة أو غير مباشرة.

## الأردن
تسمى هذه المادة في الدستور الاردني ب«القدح في المقامات العليا» حيث العقوبة تصل إلى 3 سنوات سجن على الأقل.

## مصر
نص القانون إن «جريمة العيب في حق الذات الملكية تتحقق بكل قول أو فعل أو كتابة أو رسم أو غيره من طرق التمثيل يكون فيه مساس تصريحاً أو تلميحاً من قريب أو من بعيد، مباشرة أو غير مباشرة، بتلك الذات المصونة.»
في عهد عباس حلمي الثاني، قُدّم مصطفى لطفي المنفلوطي للمحاكمة بتهمة العيب في الذات الخديوية عندما استقبل الخديوي عباس عند رجوعه لمصر من الآستانة عام 1897م بقصيدة هجاء قال فيها:
قدوم ولا أقول سعيد
و مُلك وإن طال سيبيد
يذكرنا مرآك أيام أنزلت
علينا خطوب من جدودك سود
و حكم على المنفلوطي بالسجن لمدة عام.
كما حُكم علي الشيخ الغاياتي عام 1910م بالحبس لمدة سنة لتأليفه ديواناً شعرياً بعنوان “وطنيتي” يحتوي، كما تقول حيثيات الحكم، على تحريض ضد الحكومة والازدراء بها وتحبيذ الجرائم والعيب في حق الذات الخديوية. كما حُكم على الزعيم الوطني محمد فريد بالحبس ستة أشهر لأنه قام بكتابة مقدمة لهذا الديوان.
و في عهد السلطان أحمد فؤاد الذي حكم مصر بين عامي 1917 و 1936م، حُكم على الشاعر بيرم التونسي (1893- 1961) بالنفي خارج مصر عام 1920م بسبب الأزجال العامية التي ألّفها بمناسبة زواج الملك فؤاد من نازلي وما قاله بمناسبة مولد ولي العهد فاروق. وهي أزجال تضمنت طعناً في شرف السلطانة نازلي وتشكيكاً في نسبة ولي العهد لأبيه. ومن أزجاله:
سلطان بلدنا حرمته جابت
ولد وقال سموه فاروق
يا فاروق فارقنا بلا نيله
دي مصر مش عايزة لها رذيلة
و في عهد الملك فؤاد أيضاً، حُكم على عباس محمود العقاد عام 1930 بالحبس تسعة أشهر بتهمة العيب في الذات الملكية.
و في عهد إبنه الملك فاروق الذي حكم مصر بين عامي 1936 و 1952م، وبالتحديد في مارس 1952م، أي قبل قيام الثورة بعدة أشهر، صادرت الرقابة العدد العاشر من سلسلة “كتاب الهلال” الذي صدر بعنوان “عرابي: الزعيم الثائر” للمؤرخ عبد الرحمن الرافعي، وذلك بدعوى أن الكتاب يتهم الخديوي توفيق، عم الملك فاروق، بالخيانة والتواطؤ مع الجيش البريطاني الذي احتل مصر عام 1882م. فالتهمة في هذه الحادثة كانت العيب في “عم الذات الملكية”.

## سلطنة عمان
تنص المادة  41 من النظام الأساسي لسلطنة عُمان على أن:(السـلطان رئيس الدولـة والقائد الأعلى للقوات المسلحة، ذاتـه مصونـة لا تُمس، واحترامـه واجب، وأمره مطـاع).
بينما تنص المادة 126 من قانون الجزاء العماني على أن: (يعاقب بالسجن من ثلاثة أشهر إلى ثلاث سنوات أو بغرامة من خمسة وعشرين إلى خمسمائة ريال أو بإحدى هاتين العقوبتين كل من ارتكب علانية أو بالنشر طعنا في حقوق السلطان وسلطته أو عابه في ذاته).
كما أن هذا القانون في عُمان يشمل أي أنواع الإنتقاد في عُمان، وفي عام 2011 تم إدانة عشرات المواطنين بهذه المادة، مما تسبب بأزمة هروبهم إلى دول أخرى بعد انتهاء محكومياتهم، حتى يجدوا مساحة كافيه للإنتقاد .

## تايلاند
يعتبر انتهاك حرمة الذات الملكية في تايلاند جريمة جسيمة يعاقب عليها القانون التايلاندي منذ عام 1908. بموجب المادة 112 من القانون الجنائي التايلاندي، يعتبر من غير القانوني التشهير أو إهانة أو تهديد الملك أو الملكة أو الوريث أو الوصي. تحت طائلة العقوبة الحبسية لمدة تتراوح بين ثلاثة وخمسة عشر عامًا وهي التهمة التي تم وصفها بأنها «أقصى قانون في العالم من حيث عقوبة الجريمة» و «ربما أكثر القوانين الجنائية تشددًا فيها».